# Leis da Robótica
Um típico robô anterior às leis 
de Asimov, conforme visto no 
episódio The Mechanical Monsters 
(1941) da primeira versão animada 
do Superman. Se implantandas, 
a primeira das leis de Asimov iria 
proibir este robô de atacar os 
humanos, ou mesmo 
revidar-lhes um ataque.
As Três Leis da Robótica são, na verdade, três regras e/ou princípios idealizados pelo escritor Isaac Asimov a fim de permitir o controle e limitar os comportamentos dos robôs que este trazia à existência em seus livros de ficção científica.
Asimov foi um prolífico escritor não apenas de ficção científica mas também de obras científicas, publicando ao todo mais de 500 livros e contos ao longo dos seus 52 anos de carreira; entre eles incluindo-se "Eu, Robô" e "Manual de Robótica, 56 Edição, 2058 d.C.".
As três diretivas que Asimov fez implantarem-se nos "cérebros positrônicos" dos robôs em seus livros são:
- 1.ª Lei: Um robô não pode ferir um ser humano ou, por inação, permitir que um ser humano sofra algum mal.
- 2.ª Lei: Um robô deve obedecer às ordens que lhe sejam dadas por seres humanos, exceto nos casos em que entrem em conflito com a Primeira Lei.
- 3.ª Lei: Um robô deve proteger sua própria existência, desde que tal proteção não entre em conflito com a Primeira ou Segunda Leis.
- Mais tarde Asimov acrescentou a “Lei Zero”, acima de todas as outras: um robô não pode causar mal à humanidade ou, por omissão, permitir que a humanidade sofra algum mal.

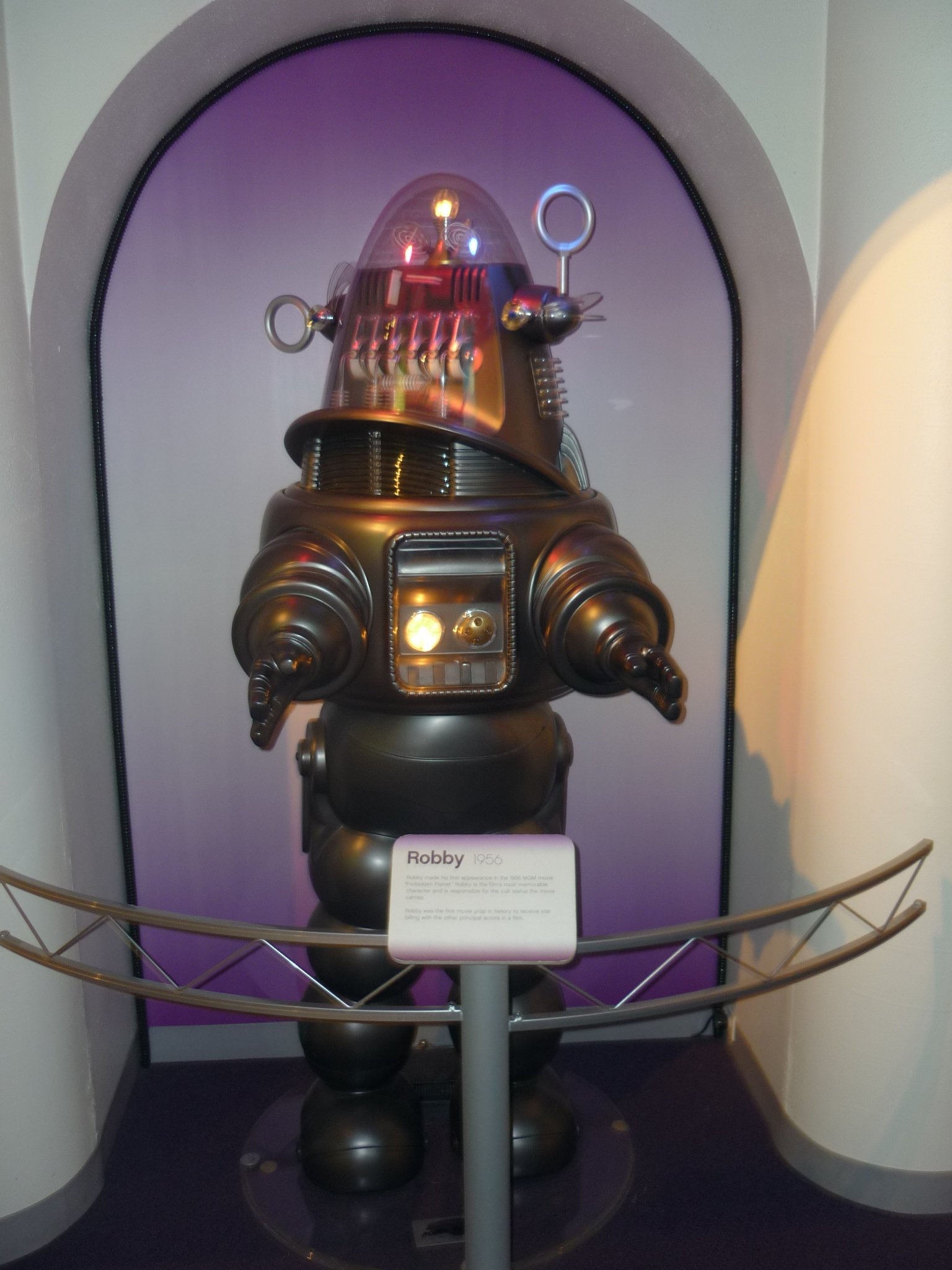
Réplica de Robby, o Robô de Planeta Proibido (1956) cujo comportamento é regido pelas Três Leis da Robótica.

Asimov foi crítico da peça teatral R.U.R. (1920) de Karel Čapek, obra onde a palavra robot ("robô", em português), criada por Josef Čapek, irmão do autor, é apresentada pela primeira vez. Apesar de suas críticas negativas, reconhecia o valor R.U.R., por esta ter introduzido a palavra "robô" na ficção científica. Criou a Três Leis, a fim de evitar revoltas de robôs, como aquela mostrada na peça de Čapek  (ver: Rebelião das máquinas).    
O objetivo das Leis, segundo o próprio Asimov, era tornar possível a coexistência de robôs inteligentes — as Leis pressupõem inteligência suficiente para os robôs tomarem suas próprias decisões — e humanos; impedindo assim que aqueles venham a se rebelar contra ou mesmo subjugar estes. Adicionalmente, ainda segundo o próprio Asimov, em virtude das diversas interpretações que possam decorrer delas, as Leis lhe forneciam um mote valioso para um número grande das suas histórias.
Ao fim, as Leis da Robótica não são per facto leis, mas sim diretivas que, mesmo oriundas de contos de ficção científica, qualquer pesquisador em inteligência artificial da atualidade gostaria de ver obedecidas por suas "criações" . 
Em tempos atuais, diante dos contínuos avanços na áreas da biônica, cibernética e inteligência artificial, assim como as previsões de H. G. Wells sobre a bomba atômica em seus livros de ficção científica se tornaram realidade décadas depois, as diretivas de Asimov ganham a cada dia uma importância maior frente à realidade. No ritmo em que as coisas andam atualmente, muitos preveem que as Leis da Robótica em breve contarão com o status de legislação no mundo real.